# Cécile Giroud
Pour les articles homonymes, voir Giroud.
Cécile Giroud est une humoriste, comédienne, improvisatrice, chanteuse et pianiste française.

## Biographie
Née le 13 janvier 1973 à Lyon, Cécile Giroud est passionnée de musique et commence à la pratiquer à l'âge de 4 ans.
En 1997, Cécile Giroud fait ses débuts de comédienne au café-théâtre "Le Nombril du monde" à Lyon. Elle y rencontre Céline Iannucci et Florence Foresti et ensemble elles forment le trio "Les Taupes Models". L'aventure de ce trio s'arrête en 2003 quand Florence Foresti entame une carrière solo.
Cécile Giroud se consacre alors à l'improvisation, au théâtre et à la comédie musicale . Elle joue alors dans Rouge comme une allumette, Soul Music Story, et d’autres pièces ou spectacles musicaux.
En 2001, elle devient co-directrice de la Ligue d'Improvisation Lyonnaise. La même année, elle est repérée et sélectionnée par Richard Perret et Philippe Saïd pour faire son entrée dans l’Equipe de France d’Improvisation. Elle s’impose rapidement comme l’un des piliers de cette équipe et remporte avec elle le Mondial d’Impro Juste pour rire de Montréal en 2006 et 2007, puis la Coupe du Monde d’Improvisation en 2015 à l’Olympia, où elle est sacrée meilleure joueuse de la Coupe. En 2023, elle remporte le Tournoi des Étoiles, organisé par la Ligue Majeure d’Improvisation à La Cigale. Elle remporte la finale et le titre d’Etoile des Étoiles face à Richard Perret. En 2024, elle est nommée Capitaine de l’Equipe de France d’Improvisation dans l’optique de la 10ème Coupe du Monde professionnelle, en octobre 2024 en Belgique. Elle occupe toujours ce poste actuellement.
En 2006 elle participe au Dinard Comedy Festival avec La LILY (en compagnie de Sophie Durand, Séléna Hernandez, Ivan Gouillon, Gérald Gaudau et Gilles Barthélémy) puis en 2009 avec Les Belzébrutes (en compagnie de Séléna Hernandez, Sophie Durand, Anaïs Tampère-Lebreton).
En 2006 et pendant environ dix ans, Cécile Giroud tourne avec son one woman show Ça y est, j'suis grande, spectacle mis en scène par Emmanuel Gaillard.
Fin 2010, Cécile Giroud forme un duo avec l'humoriste Yann Stotz. Ensemble, ils fusionnent leurs spectacles respectifs pour créer Glamour et Ridicule où ils conjuguent leurs talents : imitations, chansons, mimes, sketchs. Ce spectacle deviendra par la suite Giroud Stotz le Duo, puis Classe.
En 2012, elle rejoint l'équipe d'Anne Roumanoff pour l'émission Roumanoff et les garçons où elle écrit et joue dans des sketchs avec Yann Stotz.
Cécile Giroud et Yann Stotz ont joué une websérie diffusée sur AlloCiné, La Pire Séance. Toujours avec lui, elle apparaît sur Paris Première pour La nuit des duos d'Anne Roumanoff.
À partir de septembre 2023, le duo Giroud Stotz apparaît dans l'émission de la RTBF, Le Grand Cactus. Il joue une série de sketchs nommés Revu de France, une parodie de journal télévisé fait par une Française et un Français pour présenter la Belgique.

## Polémique
En septembre 2024, lors de l'émission de reprise pour la 10e saison du Grand Cactus sur Tipik, Cécile Giroud et le comédien Damien Gillard parodient la chanson 3SEX du groupe Indochine et de l'artiste Christine and the Queens. Le titre est 128e sexe. Une polémique éclate concernant le caractère jugé transphobe de cette version.
Plusieurs militantes et militants queers et associations LGBTQIA+ réagissent, notamment la Liège Pride qui rompt son parternariat avec Tipik. Le groupe Indochine dénonce une attaque contre la communauté. Le Conseil supérieur de l'audiovisuel belge est saisi.
La RTBF publie alors un communiqué pour affirmer qu'elle ne cherchait pas à nuire aux personnes LGBTQIA+ et qu'elle défendait la liberté d'expression. L'émission, quant à elle, réagit en disant regretter d'avoir blessé, tout en défendant le droit à la satire.

## Spectacles
- 1998 - 2003 : Parce qu'on le vaut bien
- 2008 : Florence Foresti and Friends
- 2007 : Ça y est, j'suis grande
- 2010 : Glamour et Ridicule
- 2011 : L'ascenseur'
- 2012 : L'ascenseur - Les escaliers étaient en panne
- 2013 : présentation de la seconde édition des soirées  YouHumour de Nantes
- 2013 : Classe !  En duo avec Yann Stotz - toujours en tournée

## Télévision
- 2012 : Roumanoff et les garçons
- 2013 : C'est la crise !, sitcom créée par Anne Roumanoff, sur Comédie+
- 2014 : La nuit des duos d'Anne Roumanoff
- 2015 : Disparue (épisode 7[12])
- 2017 : Le grand burlesque, émission de Patrick Sébastien
- depuis 2023 : Le Grand Cactus sur la RTBF
- 2024 : Ça, c'est Paris !, mini-série de Marc Fitoussi.

## Films
Elle participe au premier long métrage de Yann Stotz La grande Peur aux côtés de Caroline Vigneault, Philippe Chaubet et Jacques Chambon.